# Donington Park
Donington Park é um autódromo localizado no condado de Leicestershire, na Inglaterra. A configuração de Grande Prêmio (mostrada na figura ao lado), que foi usada na Fórmula 1 e é usada normalmente para as corridas de maior porte, tem 12 curvas e 4.023 metros (2,500 milhas). A configuração "National", que não inclui o Melbourne Hairpin, e liga as duas retas principais com um "S", tem 10 curvas e 3.149 metros (1,957 milhas).

## História
Donington Park foi aberto no início do século passado, e inicialmente era usado para corridas com motos. Mais tarde, começou a ser usado como circuito de GP. Foi um triunfo pessoal para Fred Craner, então dono do circuito de Donington, convencer as grandes equipes alemãs, Mercedes e Auto Union, a disputarem os GPs de Donington de 1937 e 1938, ambos vencidos pelos Auto Union de motor central. O nome oficial da corrida era "Grande Prêmio de Donington" ao invés de "Grande Prêmio da Grã-Bretanha" por causa de disputas internas entre os organizadores da corrida de Donington e o RAC (Royal Automobile Club) da Inglaterra.
A pista ficou fechada para as corridas durante a II Guerra Mundial. Isso durou até o começo da década de 70, quando o milionário britânico e entusiasta de corridas Tom Wheatcroft comprou a pista e começou um longo processo de reconstrução. Em 1977 o circuito foi reaberto e aos poucos foi reconquistando sua popularidade entre os fãs e os pilotos, que era parte crucial do projeto de Tom Wheatcroft para que o circuito voltasse aos dias de glória da década de 30. Até antes da chegada da F1 em Donington, várias corridas de campeonatos de grande porte foram realizadas, como corridas do mundial de esporte-protótipos (que na época era o segundo maior campeonato organizado pela FIA), e o mundial de motociclismo da FIM, hoje conhecido como MotoGP, corria em Donington desde 1987.

## A Fórmula 1 visita Donington

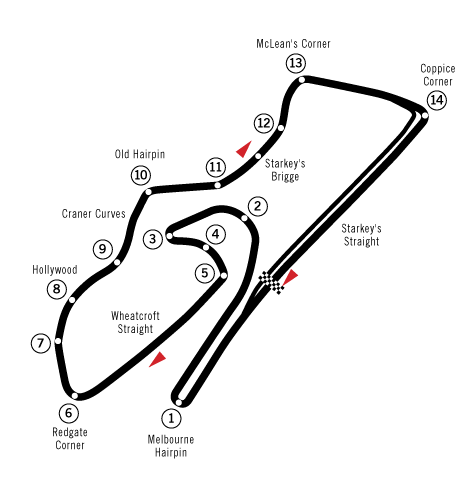
Proposta de reforma de Donington a partir de 2010.

A única corrida de Fórmula 1 realizada em Donington até hoje foi o Grande Prêmio da Europa de 1993 (nome oficial: Sega European Grand Prix), que foi o ponto culminante dos esforços de Tom Wheatcroft. Alain Prost fez a pole com pista seca no ensolarado sábado em 1'10.458 min., que até hoje é um recorde para aquela pista. Senna ficou em quarto, sendo superado por Prost, Damon Hill e Michael Schumacher, que estava muito satisfeito com o novo Benneton B193B. No domingo da corrida, o tempo era um dos piores já vistos na história da F1, se não o pior. A largada foi dada, e antes da primeira curva, Senna tinha caído para 5°, mas logo recuperou a posição e partiu para o ataque. Passou Karl Wendlinger, Hill e Prost e já estava em 1° no final da primeira volta. Nas palavras do próprio Senna, essa primeira volta foi um "tiro psicológico" na concorrência. A partir daí, com o tempo e a pista nas condições que estavam, a corrida virou um jogo, e a todo instante algum piloto parava para trocar os pneus. Prost fez sete trocas. Senna ganhou a corrida com quase uma volta de vantagem sobre Damon Hill, que terminou em 2°. Outro piloto que teve uma ótima performance foi Rubens Barrichello. Em sua terceira corrida pela Fórmula 1, ele largou em 12°, terminou a primeira volta em quarto, e andou por muito tempo em 3° e 2°. Ele estava no terceiro lugar a quatro voltas do fim, mas uma falha no sistema de alimentação do seu Jordan impediu Barrichello de subir ao pódio.
Em 4 de julho de 2008, Bernie Ecclestone confirmou que Donington passaria a sediar o Grande Prêmio da Grã-Bretanha a partir de 2010, num acordo de 17 anos. Uma proposta de reforma da pista, feita pelo arquiteto Hermann Tilke, para adequar aos padrões da categoria, chegou a ser oficializada seis dias depois. Porém, a crise financeira e a incapacidade de Donington em abrigar uma corrida de F-1 sete anos após sua única participação fizeram com que Ecclestone mudasse de ideia e manteria o GP em Silversone caso Donington não ficasse pronto a tempo. A pá de cal foi em novembro de 2009, quando Donington desistiu oficialmente de abrigar o GP da Inglaterra, e o acordo de 17 anos foi repassado para Silverstone manter-se como sede da corrida.

## Hoje

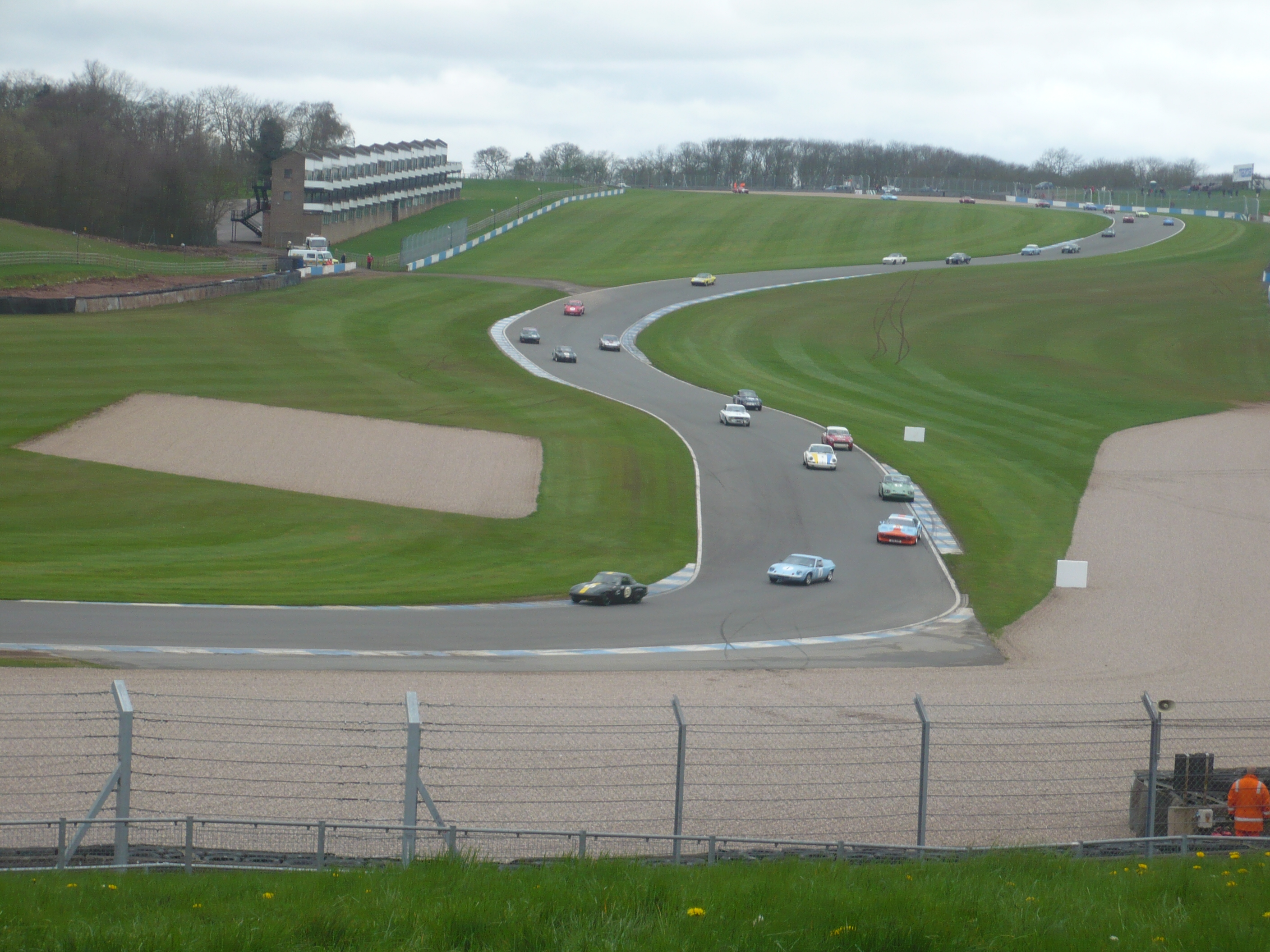
Colina de Donington Park.

Atualmente Donington passa por um período de reconstrução da popularidade e reputação semelhante ao que foi visto na década de 70.
No começo de 2007, foi anunciado que Tom Wheatcroft fez um leasing de 150 anos da pista para a Donington Ventures Leisure Ltd. A empresa tinha planos de trazer o GP da Grã-Bretanha de F1 para Donington Park, mas ao final de 2009 ela não tinha conseguido dinheiro o suficiente e entrou em processo de falência. Com a morte de Tom Wheatcroft em outubro de 2009, o circuito foi para as mãos da família Wheatcroft, liderada por Kevin Wheatcroft, filho de Tom.
Em maio de 2010 foi anunciado que o leasing foi vendido para o Adroit Group, que está trabalhando para trazer as coisas de volta ao normal em Donington, inclusive para conseguir de volta a licença de circuito Classe 2 da FIA. Mas para isso, a famosa Dunlop Bridge que passava pela maior reta do circuito, e foi desmontada no começo de 2009 como parte do projeto da F1, não pode mais ser montada em cima da pista.
Com a ida da MotoGP para Silverstone a partir de 2010, e perdendo várias outras corridas para outros circuitos por causa da reforma não-acabada de 2009, por enquanto Donington Park não recebe mais nenhuma corrida de grande porte. Porém, já foi anunciado que em 2011 o round britânico do WTCC será disputado em Donington.

## Curiosidades
- Donington Park recebe shows de rock desde a década de 80, e tem grande tradição nisso. Bandas como AC/DC, Black Sabbath, Dio, Iron Maiden, Guns N' Roses, Kiss, Megadeth, Metallica, Slayer, Slipknot e Sepultura foram algumas das que já passaram por lá.

- O anel que fica na parte de baixo do circuito foi adicionado em 1985 para a pista ser longa o suficiente para ser usada em corridas de maior porte de motos. Muitos pilotos preferem o traçado mais curto (National Circuit).

- Do lado do autódromo há um museu de carros de corrida, o Donington Grand Prix Collection, que é a maior coleção de carros de corrida do mundo. Inclui muitos carros de F1, alguns carros de fórmula americanos, grand tourers, esporte-protótipos e muito mais.

- O circuito de Donington é simulado em vários jogos de computador e videogame, incluindo vários títulos da série Toca e os simuladores da FIA GT, GTR e GTR 2.